# Kanton Lhuis
Lhuis is een voormalig kanton van het Franse departement Ain. Het kanton maakte deel uit van het arrondissement Belley. Het werd opgeheven bij decreet van 13 februari 2014, met uitwerking op 22 maart 2015. Alle gemeenten werden opgenomen in het kanton Lagnieu.

## Gemeenten
Het kanton Lhuis omvatte de volgende gemeenten:
- Bénonces
- Briord
- Groslée
- Innimond
- Lhuis (hoofdplaats)
- Lompnas
- Marchamp
- Montagnieu
- Ordonnaz
- Saint-Benoît
- Seillonnaz
- Serrières-de-Briord